# Herman (Minnesota)
Herman è un comune degli Stati Uniti d'America, situato nello Stato del Minnesota, nella contea di Grant.